# 67-я отдельная бригада специального назначения
67-я отдельная бригада специального назначения  — военное формирование ВС СССР и Вооружённых сил Российской Федерации.

## История бригады в советский период

### Формирование части
К 1 октября 1961 года согласно директиве Генерального штаба ВС СССР № ОШ /2/347491 от 26 августа 1961, в Сибирском военном округе была сформирована 791-я отдельная рота специального назначения (или войсковая часть 64655) численностью 117 человек с прямым подчинением штабу округа. Дислокацией для 791-й роты был определён г. Юрга Кемеровской области
В 1970 году 791-я рота была передислоцирована в г. Бердск, Новосибирской области.
15 февраля 1984 года вышла директива МО СССР № 314/1/00210, а 5 марта того же года вышла директива Генерального штаба ВС СССР № 313/00362  согласно которым на базе 791-й роты следовало сформировать 67-ю отдельную бригаду специального назначения. 
1 ноября 1984 года 67-я отдельная бригада специального назначения была окончательно создана под условным наименованием предшественника (войсковая часть 64655). Пунктом дислокации был выбран г. Бердск.
67-я бригада являлась последним соединением ГРУ СССР, созданным за всю её историю.

### Состав бригады
Как и все бригады специального назначения, которые создавались в 60-х и 70-х годах (за исключением 3-й бригады), 67-я бригада представляла собой кадрированное формирование, в котором по штатам мирного времени личный состав был в 350 человек. По планам военного командования при введении военного положения, за счёт мобилизации военнослужащих запаса и проведения 30-дневных сборов, 67-я бригада разворачивалось в полноценное боеспособное соединение с личным составом в 1700 человек.
Состав 67-й отдельной бригады специального назначения в конце 80-х годов (все подразделения и части бригады дислоцировались возле г. Бердск):
- Управление бригады (в/ч 64655) и подразделения при управлении:
  - отряд специальной радиосвязи;
  - рота минирования;
  - рота материально-технического обеспечения;
  - комендантский взвод.
- 691-й отдельный отряд специального назначения (в/ч 87341);
- 690-й отдельный отряд специального назначения (в/ч 71603);

## Соединение в Вооружённых силах Российской Федерации

### 1992—2009
После распада СССР в декабре 1991 года, 67-я отдельная бригада специального назначения перешла под юрисдикцию Вооружённых сил Российской Федерации.
В декабре 2000 года 67-й бригаде вручили Боевое знамя 4-й отдельной бригады специального назначения, которая была расформирована в 1992 году при упразднении Прибалтийского военного округа.
В 1996 году 67-я бригада была награждена вымпелом "Лучшая бригада военного округа" по итогам боевой подготовки. 
В 1999 году бригаду наградили Переходящим Красным знаменем Военного Совета Сибирского округа.
В 2002 году бригада удостоилась Переходящего Вымпела Военного Совета Сибирского округа по итогам летнего и зимнего периода обучения.
В декабре 2008 года военным руководством была озвучена информация о грядущем реформировании частей и соединений специальной разведки ГРУ. Согласно плану реформирования, 12-я и 67-я отдельные бригады специального назначения подлежали расформированию, а 3-я отдельная гвардейская бригада специального назначения подлежала сокращению. 
Все запланированные реформы военным руководством связывались с политикой реформирования Вооружённых сил, начатой Министром обороны Российской Федерации А. Э. Сердюковым. 
На момент расформирования 67-й отдельной бригады специального назначения в 2009 году её состав был следующим (все подразделения и части дислоцировались в Бердске):
- Управление бригады (в/ч 64655) и подразделения при управлении:
  - отряд специальной радиосвязи;
  - рота спецминирования;
  - школа младших специалистов
  - рота материально-технического обеспечения;
  - комендантский взвод.
- 691-й отдельный отряд специального назначения (в/ч 87341);
- 690-й отдельный отряд специального назначения (в/ч 71603);
- отдельный отряд специального назначения (кадра);
- отдельный отряд специального назначения (кадра).

Вечером 17 марта 2009 года, после прощания личного состава с Боевым знаменем, 67-я бригада специального назначения была расформирована.
В здании, где располагались казармы бригады, было принято решение в 2020 году возвести исправительный центр, против чего выступил ветеран бригады, первый вице-спикер Законодательного собрания Новосибирской области подполковник Андрей Панфёров.

### Участие 67-й бригады специального назначения в боевых действиях

#### Первая чеченская война
В конце декабря 1994 года в 67-й бригаде, для ведения боевых действий Чечне был создан сводный отряд на базе 691-го отряда специального назначения.
31 декабря 1994 года разведывательная группа 691-го отряда, под командованием лейтенанта Ерофеева Д. В., отправленная в колонне войск на выручку заблокированных батальонов 131-й отдельной мотострелковой бригады в Грозном попала в засаду и погибла.
1 января 1995 года разведывательные группы 691-го отряда с вертолётов были высажены на дороге между Ведено и Сержень-Юрт для организации засады на противника. В 13:45 разведчиками была уничтожена колонна противника состоявшая из бронетранспортёра и 5 грузовиков. В результате успешного нападения противник потерял весь транспорт и 60 человек убитыми.
691-й отряд находился в Чечне в период с 4 декабря 1994 года по 22 октября 1996 года.
За время боевых действий 691-й отряд потерял убитыми 14 человек.

#### Вторая чеченская война
В августе 1999 года от 67-й бригады, также на основе 691-го отряда, был создан сводный отряд для ведения боевых действий в Чечне.
В начале сентября 1999 года отряд был переброшен на Северный Кавказ.
14 ноября 1999 года разведывательная группа 691-го отряда в количестве 11 человек, была высажена с вертолёта на Сунженский хребет, в районе села Серноводское, Сунженского района Чеченской Республики. На следующее утро 15 ноября в 7:00 группа встретилась с преобладающим по численности противником и в ходе завязавшегося боя оказалась в окружении. Бой длился до 14:00 в ходе которого разведывательной группой было уничтожено около 60 бойцов противника. Подошедшим подкреплением было уничтожено ещё около 30 боевиков. Потери разведывательной группы составили 6 человек убитыми.
В мае 2000 года отряд действовал в Шатойском районе. С января по октябрь 2001 года 691-й отряд действовал в Веденском районе. В мае 2003 года отряд действовал на территории Шалинского района.
С осени 2000 года для ротации (периодической замены) личного состава 691-го отряда привлекались военнослужащие от 24-й отдельной бригады специального назначения Забайкальского военного округа.
11 января 2002 года разведывательная группа 691-го отряда в составе 12 человек под командованием Эдуарда Ульмана в ходе засадных действий в окрестностях села Циндой, Чеберлоевского района Чеченской Республики, расстреляла и сожгла автомобиль. В автомобиле находились 6 человек из числа местного населения, вместо ожидаемых боевиков с оружием и боеприпасами. В дальнейшем местными жителями был обнаружен сгоревший автомобиль с останками. Инцидент получил широкую огласку и большой общественный резонанс. Эдуард Ульман был заочно осуждён за убийство мирных жителей на 14 лет лишения свободы с отбыванием наказания в колонии строгого режима; на момент суда он находился в федеральном розыске.
В общей сложности 67-я отдельная бригада специального назначения во второй чеченской войне потеряла убитыми 37 человек.

## Герои соединения
Следующим военнослужащим 67-й отдельной бригады специального назначения, участвовавшим в первой и во второй чеченской войне, присвоено звание Герой России:
- Ерофеев Дмитрий Владимирович — лейтенант, командир разведывательной группы 691-го отряда специального назначения. Звание присвоено 13 октября 1995 года (посмертно)[10].
- Лелюх Игорь Викторович — капитан, командир разведывательной группы 691-го отряда специального назначения. Звание присвоено 7 декабря 1995 года (посмертно)[11].
- Конопелькин Евгений Николаевич — майор, командир 691-го отряда специального назначения. Звание присвоено 4 мая 1998 года[12].
- Куянов Олег Викторович — прапорщик, снайпер разведывательной группы  691-го отряда специального назначения. Звание присвоено 30 декабря 1999 года (посмертно)[13].
- Ануреев Иван Валерьевич — рядовой, радист взвода связи 691-го отряда специального назначения. Звание присвоено 11 апреля 2000 года[14].
- Сафин Дмитрий Анатольевич — майор, командир 691-го отряда специального назначения. Звание присвоено 4 мая 2001 года[15].

## Командиры бригады
Полный список командиров 67-й бригады:
- Агапонов Леонид Васильевич — 1984—1990;
- Тарасовский Александр Григорьевич — 1990—1992;
- Поляков, Леонид Леонтьевич — 1992—1999;
- Мокров, Юрий Александрович — 1999—2002;
- Шустов Михаил Сергеевич  — 2002—2009.